# Bohnanza
Bohnanza es un juego de cartas de origen y estilo alemán, diseñado por Uwe Rosenberg. Fue lanzado en 1997 por la editorial Amigo Spiele en su idioma de origen, y por Rio Grande Games en inglés. En su versión estándar alemana, el juego consta de un mazo de 110 cartas, de las cuales 104 poseen ilustraciones de diversas habichuelas (judías, frijoles o porotos), mientras las 6 cartas restantes son espacios de cultivo adicional a los que ofrece el juego, además, está hecho para ser ejecutado entre 3 a 6 personas. El objetivo del juego es que los participantes cultiven el mayor número de cartas de un solo tipo, las cuales al ser cosechadas otorgan una cantidad de monedas asignada por la misma carta en cuestión. El jugador que posea más monedas al finalizar 3 veces el mazo, gana el juego. Cada participante puede plantar dos o tres tipos de habichuela de forma simultánea.

## Componentes

### Cartas
| Nombre        | Nombre          | Nombre         | Total en el mazo | Número necesario para cosechar | Número necesario para cosechar | Número necesario para cosechar | Número necesario para cosechar |
| Español       | Inglés          | Alemán         | Total en el mazo | 1                              | 2                              | 3                              | 4                              |
| ------------- | --------------- | -------------- | ---------------- | ------------------------------ | ------------------------------ | ------------------------------ | ------------------------------ |
| La Cafetera   | Coffee Bean     | Kaffeebohne    | 24               | 4                              | 7                              | 10                             | 12                             |
| La Cocida     | Wax Bean        | Weinbrandbohne | 22               | 4                              | 7                              | 9                              | 11                             |
| Judía Bill    | Blue Bean       | Blaue Bohne    | 20               | 4                              | 6                              | 8                              | 10                             |
| Judía Boom    | Chili Bean      | Feuerbohne     | 18               | 3                              | 6                              | 8                              | 9                              |
| La Apestosa   | Stink Bean      | Saubohne       | 16               | 3                              | 5                              | 7                              | 8                              |
| La Pocha      | Green Bean      | Brechbohne     | 14               | 3                              | 5                              | 6                              | 7                              |
| Judía Hippy   | Soy Bean        | Sojabohne      | 12               | 2                              | 4                              | 6                              | 7                              |
| Rocky Judía   | Black-eyed Bean | Augenbohne     | 10               | 2                              | 4                              | 5                              | 6                              |
| Judía Colorá  | Red Bean        | Rote Bohne     | 8                | 2                              | 3                              | 4                              | 5                              |
| El Judicultor | Garden Bean     | Gartenbohne    | 6                | -                              | 2                              | 3                              | -                              |
| Al Cacao      | Cocoa Bean      | Kakaobohne     | 4                | -                              | 2                              | 3                              | 4                              |

## Jugabilidad

### Preparación del Juego
Cada jugador roba una cantidad de cartas al comenzar, la cual varía según el número de participantes y la versión del juego que se emplee. En la estándar, el tamaño inicial de la mano de cada jugador es de cinco cartas. Estas deben ser jugadas en el orden exacto como fueron robadas, y deben conservarse de este modo durante todo el juego. La única manera de alterar el orden de la mano es negociando con otros jugadores, o bien, plantando habichuelas. 
Tras decidir el orden de los turnos, los participantes comienzan a plantar sus habichuelas, poseyendo desde un principio dos espacios invisibles de cultivo. En el caso de que alguien quiera adquirir un tercer espacio (y máximo), debe pagar un coste de tres monedas. Cada espacio puede contener cualquier número de cartas tipo habichuela, con la condición de que estas sean de un mismo tipo. Si se quiere plantar un  frijol diferente a los que están ya plantados en el campo, se debe proceder a cosechar. Sólo se pueden cosechar las habichuelas con más de un ejemplar en el espacio para plantar, de dicho modo, si en un espacio se tienen tres ejemplares y en el otro sólo uno, corresponde cosechar el espacio que contiene tres cartas de la misma habichuela, obteniendo las monedas correspondientes a su canje. 
Cada jugador tiene también un área de cambio (las dos primeras cartas de la baraja se ponen boca arriba). Las cartas de la mano de los participantes  y las monedas deben mantenerse ocultas, mientras las cartas plantadas y las del área de cambio deben ser visibles. La pila de descarte se mantiene boca arriba, mostrándose sólo la primera carta, impidiendo que los jugadores revisen las cartas bajo esta.
Cuando el mazo se acaba, la pila de descarte vuelve a ser revuelta y se convierte nuevamente en mazo, hecho que sucede dos veces en el juego. Cuando el mazo ha sido utilizado tres veces, el juego concluye.

### Fases del Juego
1. Los jugadores deben jugar la primera carta de su mano en el campo.
2. Los jugadores pueden jugar una segunda carta, siguiendo el orden de la mano, en el campo.
3. Los jugadores deben sacar las dos primeras cartas de mazo y ponerlas boca arriba en la zona de intercambio.
4. La negociación comienza: los jugadores pueden cambiar cartas con quien tenga activa su zona de intercambio, estos pueden ofrecer cartas solamente de sus manos y  las cartas intercambiadas deben ser plantadas obligatoriamente. No pueden volver a ser intercambiadas.
5. La negociación termina: Si ningún jugador desea cambiar las cartas que están en la zona de intercambio del jugador activo, este debe obligatoriamente plantar las cartas en su zona de intercambio. Si no posee espacios donde hacerlo, es necesario cosechar.
6. El turno termina y el jugador debe robar dos cartas, las cuales debe poner en la parte trasera de su mano. De igual forma, la cantidad de cartas robadas en esta fase varia según la edición del juego que se esté empleando. En la edición base se deben robar tres cartas.

### Cosecha
La cantidad de monedas que otorgue cada tipo de habichuela, dependerá de la sigla que lleve inscrita en la parte inferior de la carta. Al ser cosechada, las cartas deben ser volteadas simbolizando el valor de una moneda por carta.

### Finalización
Una vez utilizada tres veces la baraja, se cuentan las monedas obtenidas en la cosecha de cada jugador. Quien posea más monedas, gana.